# Alphonso Taft
Alphonso Taft (ur. 5 listopada 1810 w Townshend, zm. 21 maja 1891 w San Diego) – amerykański polityk.

## Życiorys
W 1833 ukończył studia na Uniwersytecie Yale, po czym dwa lata przepracował jako nauczyciel w Ellington High School w Connecticut, jednocześnie studiując nauki prawne. Następnie został przyjęty do palestry i otworzył prywatną praktykę. W 1839 osiedlił się w Cincinnati i został członkiem rady miejskiej i rady powierniczej Uniwersytetu w Cincinnati. Osiem lat później otrzymał stopień legum doctor od Uniwersytetu Yale. W 1856 bezskutecznie ubiegał się o miejsce w Kongresie. Po zakończeniu wojny secesyjnej został wybrany na sędziego sądu wyższej instancji w Cincinnati (Superior Court of Cincinnati) i pełnił tę funkcję do rezygnacji w 1872. Wiosną 1876 Ulysses Grant zaproponował mu objęcie stanowiska sekretarza wojny, po rezygnacji Williama Belknapa. Po dwóch miesiącach został mianowany prokuratorem generalnym i pełnił tę funkcję do końca kadencji Granta w 1877. Po ustąpieniu z funkcji wrócił do praktyki prawniczej. W 1882 był posłem pełnomocnym w Austro-Węgrzech, a w latach 1884–1885 w Cesarstwie Rosyjskim.
Jego synami byli m.in. William i Charles.